# جستار
جستار (به انگلیسی: Essay) انشاء، بحث، فحص، پژوهش، طلب، مبحث، مطلب معمولاً نوشته‌ای است که در آن استدلال‌های شخصی نویسنده مطرح می‌شوند. تعریف جستار مبهم است و با رساله، مقاله، جزوه و داستان کوتاه هم‌ پوشانی دارد. جستارها به‌طور سنتی به رسمی و غیررسمی طبقه‌بندی شده‌اند. مشخصهٔ جستارهای رسمی «هدف مهم، وقار، سازماندهی منطقی و طول» و مشخصهٔ جستارهای غیررسمی عناصر شخصی (افشای افکار و احساسات شخصی، سلیقه‌ها و تجربه‌های فردی، سبک خودمانی)، شوخ‌طبعی، شیوهٔ مطبوع، ساختار پریشان، یا تازگی و نامتعارف بودن مضمون و… است.
از جستار عموماً برای نقد ادبی، بیانیه‌های سیاسی، استدلال‌های عالمانه، مشاهدات مربوط به زندگی روزمره، یادآوری خاطرات و تاملات نویسنده استفاده می‌شود. تقریباً همهٔ جستارهای مدرن به نثر نوشته شده‌اند. جستارهای منظومی هم وجود دارند که در ابتدا به نثر نوشته شده بوده‌اند (مانند «جستاری در باب نقد» و «جستاری در باب انسان» که هر دو به الکساندر پوپ تعلق دارند).

## تاریخچه
میشل دو مونتنی نخستین کسی بود که هنگام انتشار مجموعه‌ای از نوشته‌هایش در سال ۱۵۸۰، از لفظ «essai» (به معنی جستار) برای اشاره به آن‌ها استفاده کرد. با انتشار کتاب مقالات مونتنی نوع جدیدی از نوشتار ارائه شد. در این قالب جدید، سبک و ساخت به اندازهٔ محتوا اهمیت داشت و بسیار بیشتر از قالب‌های تنگ و محدود کلاسیک به نویسنده آزادی عمل می‌داد. مونتنی برای اشاره به مجموعهٔ مقالاتش از واژهٔ essai استفاده کرد که در فرانسه به معنی سعی و تلاش است.
در انگلیسی، عنوان essay را فرانسیس بیکن یک دهه پس از مونتنی به کار برد.

## جستارنویسی در ایران
شاهرخ مسکوب چه در خاطراتش و چه در متن‌هایی که دربارهٔ شاهنامه و زبان فارسی می‌نوشت، پهلو به پهلوی جستارنویسی می‌زد. محمد قائد هم در دفترچه خاطرات و فراموشی (۱۳۸۰) جستارهایی دربارهٔ نوستالژی، اسنوبیسم، سانسور، احمد شاملو و… نوشت که البته خودش نامِ «مقاله» رویشان گذاشت. داریوش شایگان هم از اولین روشنفکرانی است که به جستارنویسی روی آورد. سفرنامه‌ها و تک‌نگاری‌های جلال آل احمد هنوز از بهترین ناداستان‌های فارسی است. همان‌طور که سخنرانی‌ها و کتاب‌های علی شریعتی و مرتضی مطهری -هرچند ناخودآگاه- به آنچه امروز جستار می‌شناسیم، نزدیک‌اند. احمد شاملو هم در سرمقاله‌های خود برای مجلهٔ کتاب هفته گاه جستارهایی درخشان می‌نوشت. نمونه‌های دیگری از جستارنویسی را می‌توان در مجلهٔ ارغنون پیدا کرد که در دههٔ ۷۰ شمسی به حوزه‌های اندیشه، نقد ادبی و علوم انسانی می‌پرداخت؛ ارغنون به مدیر مسؤولی احمد مسجدجامعی و تحریریه‌ای شامل یوسف اباذری، مراد فرهادپور، حسین پاینده و علی مرتضویان منتشر می‌شد.